# 大野又一
大野 又一（おおの またいち、1872年5月4日（明治5年3月27日） - 1982年（昭和57年）1月25日）は日本の長寿だった群馬県の男性。

## 経歴
1872年生まれ。前橋市に居住していた。1977年より群馬県内最高齢だった。
1982年1月25日に109歳266日で死去。当時の国内男性最高齢及び国内男性最高齢記録だったが、当時は泉重千代の記録が認められていたため、2位とされていた。
大野の死去により、神奈川県の田中松太郎が男性長寿日本一となった。